# Joe and Jake
Joe and Jake – brytyjski duet muzyczny założony w 2016 roku, w którego skład wchodzą Joe Woolford i Jake Shakeshaft. Duet reprezentował Wielką Brytanię w 61. Konkursie Piosenki Eurowizji w 2016 roku. 

## Historia zespołu
Joe Woolford i Jake Shakeshaft poznali się podczas trwania czwartej edycji brytyjskiej wersji programu The Voice, w którym obaj wzięli udział. Podczas pobytu w programie wokaliści zaprzyjaźnili się, a po odpadnięciu z talent-show postanowili stworzyć duet. Niedługo potem zgłosili się do udziału w brytyjskich eliminacjach eurowizyjnych Eurovision: You Decide z utworem „You’re Not Alone”. 26 lutego 2016 roku wystąpili w finale selekcji, który odbył się w The O2 Forum, i zdobyli ostatecznie największą liczbę głosów od telewidzów, dzięki czemu zostali reprezentantami Wielkiej Brytanii w 61. Konkursie Piosenki Eurowizji organizowanym w Sztokholmie. 11 marca ogłoszono, że duet podpisał kontrakt płytowy z wytwórnią Sony Music UK. 14 maja wystąpili w finale Konkursu Piosenki Eurowizji i zajęli w nim 24. miejsce z 62 punktami na koncie.

## Dyskografia

### Single
| Rok  | Singel             | Najwyższa pozycja na liście |
| Rok  | Singel             | UK                          |
| ---- | ------------------ | --------------------------- |
| 2016 | „You’re Not Alone” | 81                          |
| 2017 | „Tongue Tied”      | –                           |